# Rectonariidae
De Rectonariidae zijn een familie van uitgestorven kreeftachtigen uit de klasse van de Ostracoda (mosselkreeftjes).

## Geslachten
- Anahuacia †
- Cristanaria Blumenstengel 1979 †
- Portella Crasquin 2008 †
- Pseudospinella Kozur 1991 †
- Rectoplacera Blumenstengel, 1965 †
- Siciliella Crasquin 2008 †